# جیل اسپریچر
جیل اسپریچر (انگلیسی: Jill Sprecher) کارگردان اهل ایالات متحده آمریکا است.
وی از دانشگاه ویسکانسین-مدیسن با مدرکی در فلسفه و ادبیات فارغ‌التحصیل شد و بعدتر برای تحصیل سینما به نیویورک نقل مکان کرد.
وی تا کنون ۳ فیلم بلند را کارگردانی کرده است که از میان آن‌ها می‌توان به سیزده گفتگو در مورد یک چیز اشاره کرد.

## فیلم شناسی
- Clockwatchers (۱۹۹۷)
- سیزده گفتگو در مورد یک چیز (۲۰۰۱)
- یخ شکننده (۲۰۱۱) (عنوان قبلی: "متقاعد کننده") [۱]